# مضيق بالك

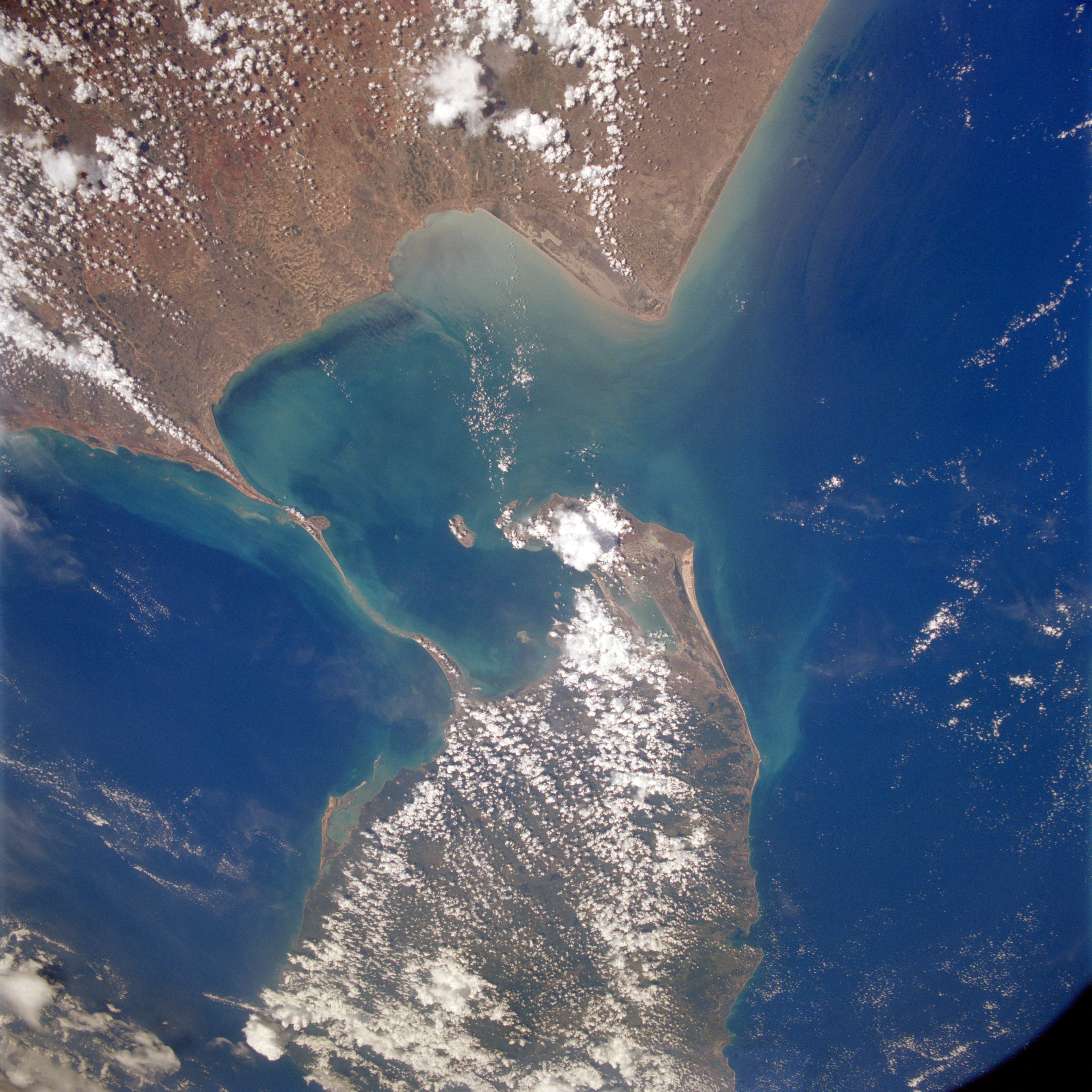
مضيق بالك

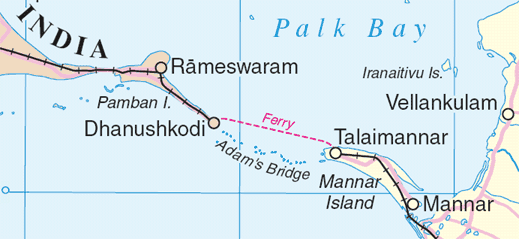
جسر آدم الذي يفصل بين مضيق بالك وخليج مانر

مضيق بالك هو المضيق الفاصل بين ولاية تاميل الهندية والجزء الشمالي لجزيرة سريلانكا، وهو يربط خليج البنغال في شمال شرق جزيرة سيريلانكا مع خليج بالك ومن ثم مع خليج مانار في جنوب غرب البلاد. يبلغ عرض المضيق حوالي 33-50 ميل (53-80 كم)، تتدفق فيه أنهار عدة بما في ذلك نهر فايجاي (Vaigai) من ولاية التاميل الهندية، سمي مضيق بالك بعد أن كان اسمه (مضيق روبرت)، نسبة للشخص الذي كان حاكما لرئاسة مدراس (Madras Presidency) عام (1755 - 1763) خلال فترة الحكم البريطاني.
كانت النهاية الجنوبية لولاية التاميل الهندية عبارة عن سلسلة من الجزر المرجانية المنخفضة والمياه الضحلة التي تسمى مجتمعة جسر آدم (الاسم الأصلي لجسر راما)، هذه السلسلة تمتد بين منطقة دانوشكودي (Dhanushkodi) في جزيرة بمبان (Pamban) المعروفة أيضا باسم (جزيرة رامسوارام) في ولاية تاميل الهندية وجزيرة منار في سريلانكا، وترتبط جزيرة بمبان إلى الهند عن طريق البر من خلال جسر رئيسي يسمى جسر بامبان.
اعتبارا من عام 1914 تبلورة فكرة أن يكون هناك سكة حديد من القطارات تبدأ من منطقة مدراس الهندية إلى منطقة دانوشكودي (Dhanushkodi) التاميلية الهندية، تؤدي إلى منطقة (Talaimannar) في جزيرة منار السيريلانكية، وتنتهي إلى العاصمة السيرلانكية كولومبو، وقد كان هذا المشروع عملاق واستراتيجي لكل من الهند وسيريلانكا، ولكن في عام 1964 دمر اعصار هائل منطقة دانوشكودي (Dhanushkodi) في ولاية التاميل الهندية مما أدى إلى تدمير السكة الحديدية وتسبب في أضرار جسيمة على طول سواحل مضيق بالك وخليج بالك، لم تتمكن الحكومة الهندية من بناء دانوشكودي (Dhanushkodi) وعلى اثرها تم ايقاف هذه سكة الحديد الرابطة بين الهند وسيرلانكا.
بسبب المياه الضحلة والشعب المرجانية جعلت من الصعب على مضيق بالك ان يحوي عبور السفن الكبيرة على الرغم من استطاعة قوارب الصيد والزوارق الصغيرة التي تحمل التجارة الساحلية من عبور المضيق لعدة قرون ماضية، وكان أول من اقتراح لإنشاء قناة للشحن التجاري عبر المضيق هي الحكومة البريطانية في الهند في عام 1860، وقد قامت عدد من اللجان منذ تلك الفترة في دراست الاقتراح، وكانت آخر دراسة هي إنشاء مشروع قناة سيتوسامودرام الشحن ولكنها إلى الآن ظلت قيد الدراسة منذ العام 2004.

## وصلات خارجية
- Palk Bay on wikicities